# 泰杰勒
泰杰勒（1850年—1930年），全名叫赛依德·玉赛音·汗·泰杰勒。泰杰勒为笔名Tejelli的汉字音译，汉文又译作“坦兼理”、“泰吉里”，新疆叶城人，19世纪末20世纪初回疆诗人。
出生于新疆叶城县卡斯克村的医生家庭。童年时期接受其父家教，后来随父至印度行医，在印度德里的学校中学读书，学会了阿拉伯语、波斯语、印度语，并学习文学、天文、化学、医学和物理学。青壮年时期，他又旅居喀布尔多年，而后回到回疆。在叶城县从事医务工作，兼任伊斯兰教高级经文学院教师。他用波斯文、阿拉伯文、维吾尔文写下了许多抒情诗和颂诗。他最初用四种文字写的诗集《拜利克泰杰勒与赛拜克穆杰勒》（又译为《闪电的光芒和教训的力量》《吉光灵羽》）是一本抒情诗总汇，在1889年在喀什以石印版本出版。诗集收入了17篇喀斯德、31首穆萨黛斯及15首其它各种格式的诗作。同时他还以文学、医学、哲学等方面的著作。民间留传下来的《泰杰勒诗编》，20世纪初在布拉格用维吾尔文出版，又编成《泰杰勒诗集》，还在苏联杂志《巴雅孜》（又译《俳句集》）上发表过诗作。还有一些诗在苏联塔什干出版。